# Ersfeld
Ersfeld là một đô thị thuộc huyện Altenkirchen, bang Rheinland-Pfalz, phía tây nước Đức. Đô thị Ersfeld có diện tích 14 km², dân số thời điểm ngày 31 tháng 12 năm 2006 là 157 người.